# Genicularia spirotaenia
Genicularia spirotaenia là một loài Song tinh tảo trong họ Mesotaeniaceae, thuộc chi Genicularia.